# 岩城哲哉
岩城 哲哉（いわき てつや、1953年10月3日 - ）は、日本の実業家。株式会社ユナイテッドアローズの元社長。

## 経歴
- 1977年(昭52)武蔵大経卒、同年新光紙器(現新光)入社
- 1982年ビームス入社
- 1987年ビームス取締役
- 1989年ユナイテッドアローズ専務
- 2003年ユナイテッドアローズ副社長兼ＵＡ本部長
- 2004年ユナイテッドアローズ代表取締役社長